# Lake (Mississippi)
Pour les articles homonymes, voir Lake.
Lake est une ville américaine située dans les comtés de Newton et de Scott, dans le Mississippi. Selon le recensement de 2020, sa population est de 475 habitants.